# ماهیچه لاله‌گوشی پسین
ماهیچه لاله‌گوشی پسین (انگلیسی: Posterior auricular muscle) از دو یا سه دسته ماهیچه‌ای گوشتی تشکیل شده و کار آن کشیدن لاله گوش به عقب است.
خاستگاه آن زائده پستانی، پیوندگاه آن غضروف گوش و عصب‌گیری‌اش از عصب چهره‌ای (فاسیال) است.